# Franz Neuländtner
Franz Neuländter, avstrijski smučarski skakalec, * 29. januar 1966, Höhnhart, Avstrija.
V svetovnem pokalu je nastopal od leta 1983 do 1993, v slednjem letu pa je osvojil tudi prvo izvedbo kontinentalnega pokala. Na svetovnem prvenstvu v Oberstdorfu je z avstrijsko ekipo osvojil bronasto medaljo na veliki skakalnici. Na svetovnem prvenstvu v poletih v Oberstdorfu je osvojil srebrno medaljo. 

## Dosežki

### Zmage
| Sezona  | Država/Prizorišče |
| ------- | ----------------- |
| 1985/86 | Lake Placid       |
| 1989/90 | Lahti             |